# Cútar
Cútar è un comune spagnolo di 620 abitanti situato nella comunità autonoma dell'Andalusia.